# Exerodonta perkinsi
Exerodonta perkinsi es una especie de anfibios de la familia Hylidae.
Es endémica de las selvas de Guatemala.
Sus hábitats naturales incluyen montanos secos, ríos, marismas intermitentes de agua dulce y zonas previamente boscosas ahora muy degradadas
Está amenazada de extinción por la destrucción de su hábitat natural.